# Академічна доброчесність
Академічна доброчесність (англ. Academic integrity) — це сукупність етичних принципів та визначених законом правил, якими мають керуватися учасники освітнього процесу під час навчання, викладання та провадження наукової (творчої) діяльності з метою забезпечення довіри до результатів навчання та/або наукових (творчих) досягнень.
Чинний в Україні з 28 вересня 2017 року Закон «Про освіту» від 05.09.2017 № 2145-VIII (Стаття 42) і Закон «Про вищу освіту» в редакції від 28 вересня 2017 року, окремо визначають зміст поняття доброчесності в академічній площині.
Згідно з пунктом 4 статті 42 Закону України «Про освіту» порушенням академічної доброчесності вважається:
- академічний плагіат — оприлюднення (частково або повністю) наукових (творчих) результатів, отриманих іншими особами, як результатів власного дослідження (творчості) та/або відтворення опублікованих текстів (оприлюднених творів мистецтва) інших авторів без зазначення авторства;
- самоплагіат — оприлюднення (частково або повністю) власних раніше опублікованих наукових результатів як нових наукових результатів;
- фабрикація — вигадування даних чи фактів, що використовуються в освітньому процесі або наукових дослідженнях;
- фальсифікація — свідома зміна чи модифікація вже наявних даних, що стосуються освітнього процесу чи наукових досліджень;
- списування — виконання письмових робіт із залученням зовнішніх джерел інформації, крім дозволених для використання, зокрема під час оцінювання результатів навчання;
- обман — надання завідомо неправдивої інформації щодо власної освітньої (наукової, творчої) діяльності чи організації освітнього процесу; формами обману є, зокрема, академічний плагіат, самоплагіат, фабрикація, фальсифікація та списування;
- хабарництво — надання (отримання) учасником освітнього процесу чи пропозиція щодо надання (отримання) коштів, майна, послуг, пільг чи будь-яких інших благ матеріального або нематеріального характеру з метою отримання неправомірної переваги в освітньому процесі;
- необ'єктивне оцінювання — свідоме завищення або заниження оцінки результатів навчання здобувачів освіти.

Згідно з пунктом 3¹ статті 58 Закону України «Про вищу освіту» науково-педагогічні, наукові та педагогічні працівники закладу вищої освіти зобов'язані дотримуватися в освітньому процесі та науковій (творчій) діяльності академічної доброчесності та забезпечувати її дотримання здобувачами вищої освіти. Зі свого боку, особи, які навчаються у закладах вищої освіти зобов'язані виконувати вимоги освітньої (наукової) програми (індивідуального навчального плану (за наявності), дотримуючись академічної доброчесності, та досягати визначених для відповідного рівня вищої освіти результатів навчання (пункт 3 статті 63 Закону України «Про вищу освіту»)